# Fuego (Lazza)
Fuego è un singolo del rapper italiano Lazza, pubblicato il 13 febbraio 2017.
Il titolo del brano è stato utilizzato dal rapper anche per la sua prima tournée da solista, svoltasi nei primi mesi del 2017.

## Video musicale
Il video, diretto da Alexander Coppola, è stato reso disponibile il 30 gennaio 2017 attraverso il canale YouTube del rapper.

## Tracce
1. Fuego – 2:04